# QRIS
QRIS (Quick Response Code Indonesia Standard) – indonezyjski system płatności elektronicznych, uruchomiony 17 sierpnia 2019 r., z inicjatywy Bank Indonesia i Asosiasi Sistem Pembayaran Indonesia. Standard polega na wykorzystaniu kodów QR w celu inicjowania transakcji bezgotówkowych między sprzedawcą a klientem. Możliwe jest także wypłacanie i wpłacanie gotówki oraz realizowanie przelewów między użytkownikami usługi. W marcu 2025 r. uruchomiono QRIS Tap – usługę płatności NFC. Wdrożenie QRIS doprowadziło do integracji istniejących systemów płatności cyfrowych w Indonezji.
Nazwa QRIS nawiązuje nie tylko do kodów QR (quick-response), ale także do nazwy tradycyjnego sztyletu indonezyjskiego (kris lub keris).